# Hydrurga Cove
Die Hydrurga Cove ist eine Bucht an der Südwestküste von Signy Island im Archipel der Südlichen Orkneyinseln. Sie öffnet sich zum 310 Meter breiten Fyr Channel, auf dessen gegenüberliegenden Seite Moe Island liegt.
Das UK Antarctic Place-Names Committee benannte sie 1991 nach dem Seeleoparden (lateinisch Hydrurga leptonyx), einer Robbenart, die häufig in dieser Bucht anzutreffen ist.